# Cerro Solo
El cerro Solo es un estratovolcán extinto ubicado en la frontera de Chile y Argentina, entre la región de Atacama y la provincia de Catamarca. Es un macizo relativamente desconocido, pues se encuentra escondido entre el nevado Ojos del Salado y el nevado Tres Cruces.
Su primera ascensión ocurrió en 1949, siendo la mejor época para escalarlo entre septiembre y abril.